# Participatory Culture Foundation
Die Participatory Culture Foundation (PCF) ist eine (nach US-amerikanischem Recht) gemeinnützige Organisation. Diese befasst sich mit der Bereitstellung von Werkzeugen und Diensten wie Software und Websites für die Produktion und Verbreitung von Software. Primäre Projekt sind die Entwicklung des Miro Media Player, einer freien Internetfernseh-Plattform sowie Amara (Videosoftware).
Die Gründung erfolgte im Februar 2005; Vorläufer war die 2003 gegründete Organisation namens Downhill Battle. Sitz der Organisation ist Worcester (Massachusetts). Sie wurde von der Rappaport-Family-Stiftung, der Open Source Applications Foundation, der Surdna-Stiftung, der Knight-Stiftung und anderen privaten Gebern finanziert. Auch die Mozilla-Stiftung verkündete am 29. Mai 2007 die Gewährung einer Spende für die freien Video-Software-Projekte der PCF. Sie beschäftigt neun Vollzeit-Mitarbeiter.
Die PCF ist Mitgründungsorganisation der Open Video Alliance, einer Koalition zur Förderung der freien Verfügbarkeit von Werkzeugen, von offenen Standards und ähnlichem für Video-Verarbeitung, die eine Kampagne zur Anreicherung der Wikipedia mit Video-Material fährt.